# Треволь
Трево́ль (фр. Trévol) — коммуна во Франции, находится в регионе Овернь. Департамент коммуны — Алье. Входит в состав кантона Изёр. Округ коммуны — Мулен.
Код INSEE коммуны — 03290.

## Население
Население коммуны на 2008 год составляло 1599 человек.
| 1962 | 1968 | 1975 | 1982 | 1990 | 1999 | 2008 |
| ---- | ---- | ---- | ---- | ---- | ---- | ---- |
| 777  | 812  | 1004 | 1255 | 1405 | 1366 | 1599 |

## Экономика
В 2007 году среди 1069 человек в трудоспособном возрасте (15—64 лет) 802 были экономически активными, 267 — неактивными (показатель активности — 75,0 %, в 1999 году было 75,0 %). Из 802 активных работали 763 человека (403 мужчины и 360 женщин), безработных было 39 (17 мужчин и 22 женщины). Среди 267 неактивных 77 человек были учениками или студентами, 121 — пенсионерами, 69 были неактивными по другим причинам.

## Фотогалерея

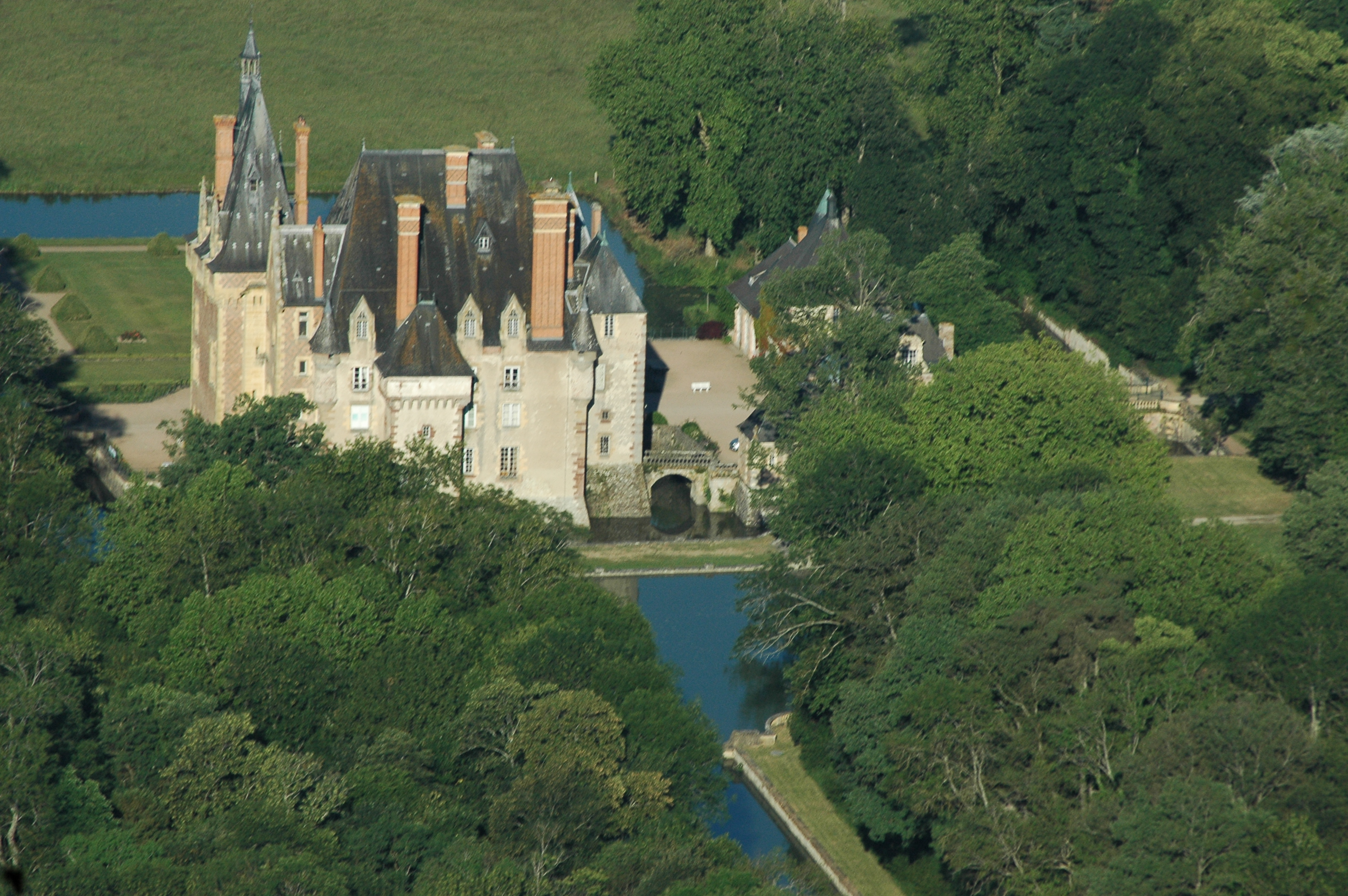
Замок Аврийи
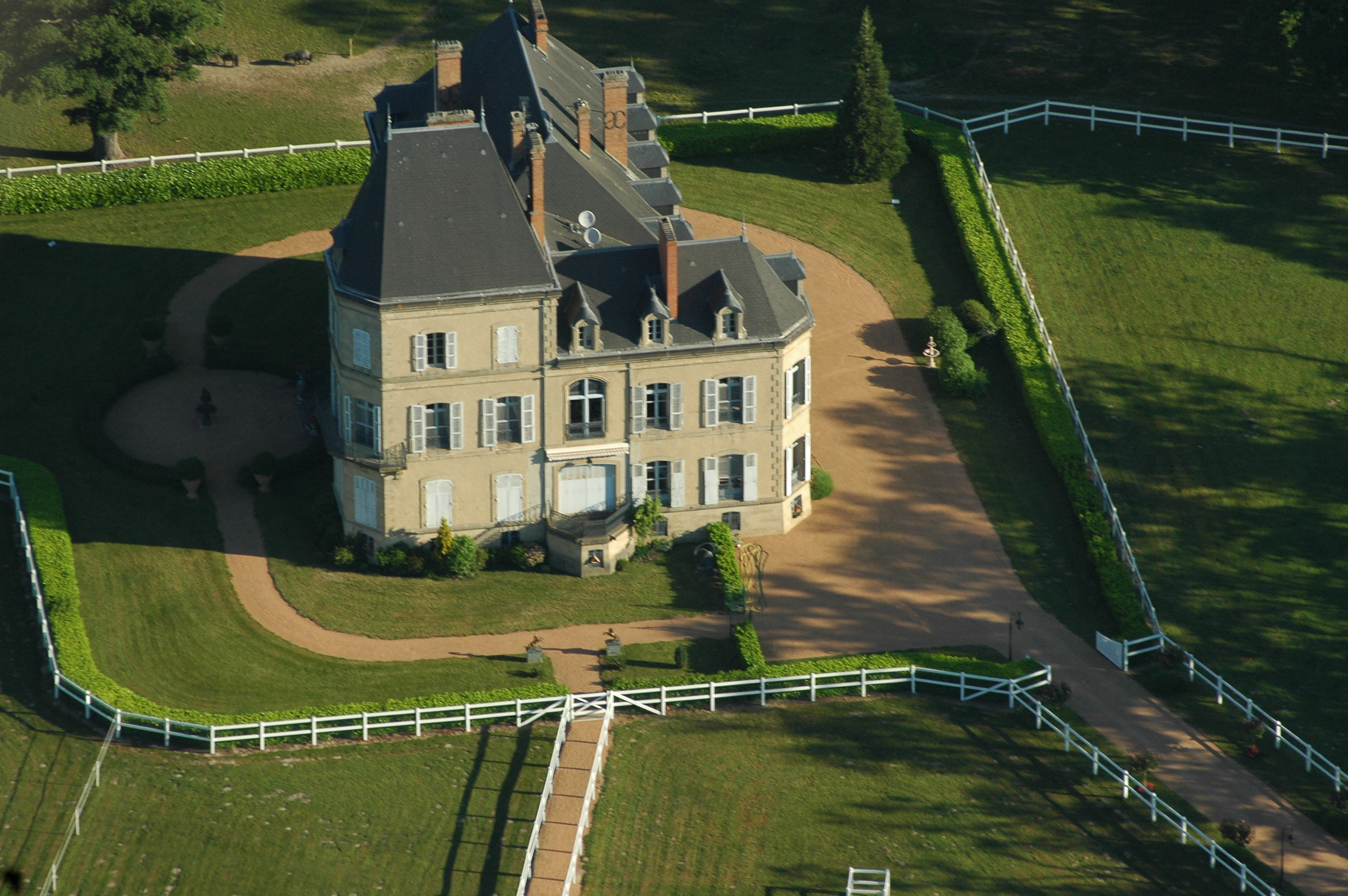
Шато Бедор